# Bunker Hill Township (Illinois)
Pour les articles homonymes, voir Bunker Hill Township.
Bunker Hill Township est un township du comté de  Macoupin dans l'Illinois, aux États-Unis,.

## Source de la traduction
- (en) Cet article est partiellement ou en totalité issu de l’article de Wikipédia en anglais intitulé « Bunker Hill Township, Macoupin County, Illinois » (voir la liste des auteurs).